# تال باتشمان
تال باتشمان (بالإنجليزية: Tal Bachman)‏ مواليد 13 أغسطس 1968، هو مغني وكاتب غنائي وموسيقي ومغن مؤلف كندي بدأ مسيرته الفنية عام 1992.

## روابط خارجية
- تال باتشمان على موقع IMDb (الإنجليزية)
- تال باتشمان على موقع ميوزك برينز (الإنجليزية)
- تال باتشمان على موقع أول ميوزيك (الإنجليزية)
- تال باتشمان على موقع ديسكوغز (الإنجليزية)
- تال باتشمان على موقع قاعدة بيانات الفيلم (الإنجليزية)